# Himmerland (gruppo musicale)
Himmerland è un gruppo folk formatosi in Danimarca nel 2010, caratterizzato dalla presenza di componenti provenienti da esperienze musicali e culture diverse (danese, polacca e ghanese).

## Storia del gruppo

### Il nome
Il gruppo prende il nome dalla zona della Danimarca  posta tra il Mariager Fjord e Limfjorden nel Nord dello Jutland, che è stato il luogo prevalente di vita del fondatore, il sax soprano Eskil Romme.
Il gruppo è nato dopo la collaborazione degli attuali componenti all'album di Romme Himmerlandsmelodier del 2009, che ha esordito all'Halkær Festival.

### Componenti
- Eskil Romme (n. 1956), sax soprano, sperimentatore di miscelazione tra tradizione popolare e sonorità contemporanee; si è formato con esperienze in Scandinavia e nelle Isole britanniche fino a sviluppare un particolare mix chiamato “North Sea”[5]
- Ditte Fromseier Mortensen,  cantante e violinista, proveniente da Bornholm (Danimarca) docente e coordinatrice del Dipartimento di musica popolare all'Accademia di Odense (SMKS - Syddansk Musikkonservatorium og Skuespillerskole i Odense)[6]
- Morten Alfred Høirup (n. 1961), cantante e chitarrista di Copenaghen, vincitore del Danish Music Award come compositore folk  (2004), giornalista musicale, conduttore del programma radiofonico Folk Danmark.[7]
- Ayi Solomon, percussionista del Ghana
- Andrzej Krejniuk, bassista di origini polacche,  cresciuto nel Sud della Danimarca

## Carriera
Il primo concerto del gruppo si è avuto al Summartónar Festival (Fær Øer).
Hanno suonato in tour e in festival dedicati alla musica folk in Svezia (Urkult Festival), Ungheria, Bulgaria, Italia (Alkantara Fest), Germania, Scozia, Canada (La Grande Rencontre, Montréal; Mission Folk Festival, British Columbia), Ucraina (Koktebel Jazz Festival), Russia, Cile (Festival Internacional de Música Inmigrante, Valparaíso), Australia (National Folk Festival, Canberra), Nuova Zelanda e Finlandia (Kaustinen Folk Festival).

## Discografia

### Album
- (2012) New Roots Music from Denmark - Tutl (Fær Øer)

## Curiosità
Il sito del gruppo ha il TLD italiano (.it), anche se gli Himmerland non hanno alcun collegamento con l'Italia.